# Upplands runinskrifter 688
Upplands runinskrifter 688 är tre vikingatida runstensfragment av ljusröd granit i Stavsund, Skoklosters socken och Håbo kommun. Stenen har under åren slagits sönder i ett flertal fragment. Runhöjden är cirka 7-8 centimeter. Runstensfragmenten ligger upplagda i ett litet röse, i vilket även stenstycken som ej bär några spår av ristning ingår. Av dessa stenar är tre av samma stenart som runstensfragmenten. Det kan tänkas att dessa tillhör den sönderslagna runstenen. Ristningen är påfallande lik U 652 som också den är signerad av Arbjörn.

## Inskriften
Translitterering av runraden:
· as[bi]arn · a[uk · m]ul[i] · au[k · a]uþbi[u]rn · ... ...[s]a · sta[in · þe]no · at [· s... ...aþur · si]n [ar]biurn · i[uk · sain] · þino
Normalisering till runsvenska:
Asbiorn ok Muli ok Auðbiorn ... [ræi]sa stæin þenna at ... [f]aður sinn. Arbiorn hiogg stæin þenna.
Översättning till nusvenska:
Ásbjǫrn och Múli och Auðbjǫrn ... resa denna sten efter ... sin fader. Arnbjǫrn högg denna sten.